# Forças Armadas do Principado da Sérvia
As Forças Armadas do Principado da Sérvia em sérvio:  Оружане снаге Кнежевине Србије, Oružane snage Kneževine Srbije) ou Exército do Principado da Sérvia (em sérvio:  Војска Кнежевине Србије, Vojska Kneževine Srbije), eram as forças armadas do Principado da Sérvia.
Fundado em 1830, tornou-se um exército permanente que participou da Primeira e Segunda Guerras Sérvio-Turcas de 1876-1878, o primeiro conflito na história moderna do país, após o qual o país conquistou sua independência total. Foi sucedido pelo Exército Real Sérvio.

## Estabelecimento
Um pequeno exército sérvio foi estabelecido em 1830 após a vitória russa sobre os otomanos na Guerra Russo-Turca (1828-1829) e a assinatura do Tratado de Adrianópolis (1829), que garantiu novamente a autonomia da Sérvia conforme a Convenção de Akkerman de 1826. O exército profissional da Sérvia surgiu da guarda pessoal criada pelo príncipe Miloš Obrenović em 1830. A primeira lei do exército de 1839 estabeleceu essa força em 4.000 homens e 63 oficiais.  A maioria dos oficiais frequentou escolas militares na Rússia, França ou Áustria. Uma academia militar conhecida como Escola de Artilharia foi criada em 18 de setembro de 1850, seus primeiros alunos se formaram em 1855. 
Depois que Mihailo Obrenović se tornou príncipe após a abdicação de seu irmão em 1861, ele criou uma Milícia Nacional (Narodna Vojska). O Exército Popular da Sérvia somava 125.000 homens em julho de 1876, no início da Primeira Guerra Sérvio-Otomana. 
Oficiais sérvios participaram da Revolta Sérvia de 1848-1849 e da Revolta da Herzegovina (1875-1877).

## História

### Príncipe Miloš Obrenović (1830-1838)

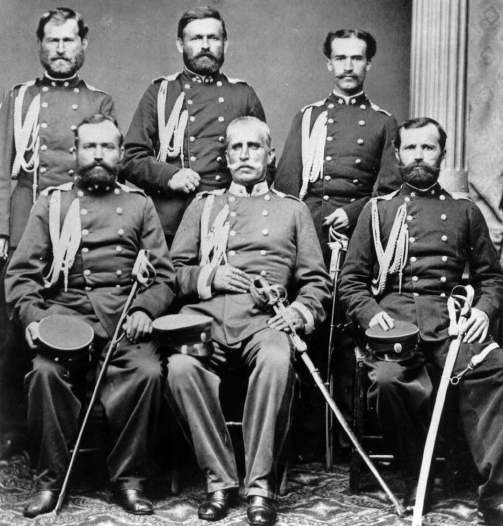
Grupo de oficiais sérvios, c. 1865

O Principado da Sérvia ganhou sua autonomia do Império Otomano após a Segunda Revolta Sérvia (1815). Em 1830, o Principado tornou-se oficialmente um estado cliente otomano sob protetorado russo. As primeiras unidades militares regulares sérvias foram formadas pelo príncipe Miloš Obrenović em 1825, formalmente como uma força policial chamada Vigilantes Alistados (em sérvio: Уписни пандури, Upisni panduri), para não ofender as autoridades otomanas. No início, havia 12 companhias (1.147 homens) desses mercenários (em sérvio: Солдати, Soldati). Em 1830. A Sérvia foi oficialmente autorizada pelos otomanos a formar um exército, em 1838. A Sérvia tinha 2.417 soldados profissionais (regulares), armados e uniformizados no estilo europeu, treinados por ex-oficiais austríacos e russos. O exército sérvio tinha 2 batalhões (8 companhias) de infantaria, duas unidades de artilharia (4 baterias , um esquadrão de cavalaria e músicos militares – no total, 40 oficiais, 144 suboficiais, 208 cavalaria, 195 artilheiros e 1.830 soldados de infantaria. Em 1838. A Sérvia formou o primeiro Quartel-General Militar e o primeiro Comissariado Militar . 

### Príncipe Alexandre Karađorđević (1842–1858)
O exército regular foi temporariamente dissolvido pelo novo governo sérvio, liderado pelos principais burocratas (em sérvio: Ustavobranitelji) que exilou o príncipe Miloš em 1839, mas foi reformado em 1845. sob o nome de Soldados da Guarnição (em sérvio: Гарнизоно воинство, Garnizono voinstvo): havia 2 batalhões de infantaria (8 companhias, 2.010 homens), uma unidade de artilharia (250 homens), um esquadrão de cavalaria (208 homens) e 50 músicos, com oficiais no total cerca de 2.529 homens. 
Como o Exército Regular era muito pequeno para proteger o país de seus poderosos vizinhos (Áustria e Império Otomano), durante a crise da Revolução Húngara de 1848, quando a Sérvia foi diretamente ameaçada pela invasão austríaca, o governo sérvio recorreu ao alistamento de todos os homens disponíveis para o serviço militar, a chamada Milícia Popular (em sérvio: Народна војска, Narodna vojska). Na época, a Sérvia conseguiu (no papel) recrutar 94.000 homens (16.000 cavaleiros), com mais 40.000 na reserva, mas não havia armas nem comida suficientes para tantos. Esperava-se que os recrutas fornecessem suas próprias armas e roupas, recebendo apenas comida e munição do governo. Na realidade, nem metade deles tinha rifles funcionais, a maioria eram velhos mosquetes de pederneira de produção otomana e austríaca. 
Em 1856-1858, a Sérvia importou os primeiros 7.000 rifles de percussão modernos, o rifle Francotte modelo 1849/56 da Bélgica. 

### As primeiras escolas e fábricas militares
Para modernizar o exército sérvio, em 1848. O governo sérvio construiu a primeira fundição de canhão (em sérvio: Тополивница, Topolivnica) e o Arsenal Estatal em Belgrado, com as principais instalações de produção em Kragujevac. Em 1850. O governo fundou a Escola de Artilharia em Belgrado, que foi a fundação da Academia Militar Sérvia. Após a derrota russa na Guerra da Crimeia (1853-1856), a Sérvia foi transformada num protetorado conjunto da Rússia, Áustria, França e Reino Unido pelo Tratado de Paris (1856). 
Em 1855. A Fundição de Canhão em Kragujevac abriu um departamento de produção de rifles, trabalhando na adaptação de antigos mosquetes de pederneira ao sistema de percussão, com capacidade para 60 mosquetes por dia. No mesmo ano, duas máquinas para fazer bolas da Minnie foram importadas da Bélgica, em 1857. A Fundição Kragujevac instalou máquinas para produção de espoletas de cobre, tornando a Sérvia finalmente independente na produção de munição para rifles de percussão. Em 1858. uma nova linha de produção com 28 trabalhadores qualificados sob a orientação de Mihailo Cvejić foi criada para converter cerca de 15.000 mosquetes de pederneira antigos para o sistema de percussão: no primeiro ano, apenas 1.800 rifles foram convertidos, então a produção aumentou para 1.000 rifles adaptados por mês, em 1863. O exército sérvio tinha cerca de 15.000 mosquetes de percussão convertidos. 

### Príncipe Mihailo Obrenović (1860-1868)
Em 1858. O príncipe Miloš Obrenović retornou ao poder na Sérvia com o apoio da França e da Rússia, que estavam insatisfeitas com a política pró-austríaca do governo sérvio. Seu filho e herdeiro, o príncipe Mihailo (governou de 1860 a 1867), liderou uma política externa muito ambiciosa, visando a libertação de todos os povos eslavos do sul. Em 1861. O príncipe Mihailo fundou o Ministério da Guerra (liderado pelo coronel francês Hyppolyte Mondain), dobrou o tamanho do Exército Regular (para 3.529 homens) e declarou a fundação da Milícia Nacional Sérvia ( em sérvio: Народна војска, Narodna vojska), que recrutou todos os homens com idades entre 20 e 50 anos para o serviço militar obrigatório. A Milícia Popular foi dividida em Primeira (homens com menos de 35 anos) e Segunda classe, organizadas em batalhões territoriais (62 em número) e regimentos (17, um em cada condado). Havia também 17 esquadrões de cavalaria, 17 unidades pioneiras de 60 homens cada e 6 baterias de artilharia (1.200 homens). A Primeira Classe podia ter cerca de 50.000 homens, a Segunda, cerca de 40.000. Cada condado tinha seu próprio departamento militar, com vários oficiais regulares e suboficiais, que organizavam o recrutamento, suprimentos, armamento e treinamento da Milícia Nacional. O treinamento militar era feito aos domingos e feriados: os batalhões treinavam por 2 dias a cada duas semanas, e os regimentos, por 15 dias por ano. Os suboficiais e oficiais com patente de capitão eram selecionados entre pessoas comuns, principalmente camponeses, pelos anciãos do condado; os comandantes de batalhão e esquadrão eram selecionados pelo Ministro da Guerra, e os comandantes de regimento eram nomeados pelo Príncipe. O serviço militar era gratuito e esperava-se que os milicianos fornecessem as suas próprias armas e roupas. 
Em 1862. A Milícia Popular Sérvia existia apenas no papel: menos da metade dos milicianos tinha rifles em condições de uso. Entretanto, em 1863. A Sérvia recebeu cerca de 31.000 (ou 39.200) mosquetes de percussão antigos da Rússia (mosquete russo modelo 1845): esses mosquetes foram convertidos em rifles em Kragujevac e se tornaram a arma padrão da Milícia Nacional.  Em 1866. novas escolas militares foram abertas em Belgrado e Kragujevac, para fornecer aos oficiais da milícia treinamento básico em táticas, fortificação e topografia.  Em 1867. os primeiros rifles de carregamento pela culatra sérvios (modelo Green 1867) foram feitos no Arsenal de Belgrado, convertendo cerca de 27.000 rifles Lorenz austríacos desativados. 

### Príncipe Milan Obrenović (1868-1882)
Durante o reinado do príncipe Milan Obrenović (1868–1889, rei da Sérvia desde 1882), a modernização do exército sérvio continuou. Em 1870, o exército sérvio adotou novos e muito melhores rifles de carregamento pela culatra (modelo Peabody 1870), convertendo cerca de 28.000 rifles de percussão belgas. Em 1874, o. O Exército Regular foi elevado a uma divisão (4 batalhões de infantaria, 1 brigada de artilharia, 1 batalhão de engenheiros, 2 esquadrões de cavalaria e comando telegráfico, totalizando 5.000 homens), a Milícia Nacional foi formada em brigadas (18 no total, uma para cada condado) e oficiais mais qualificados foram contratados. O exército sérvio tinha 317 oficiais (5 coronéis, 12 tenentes-coronéis, 20 majores e apenas um general, Milivoje Petrović Blaznavac). 
Para a guerra contra os turcos em 1876-1878, em 1876. A Sérvia mobilizou 158 batalhões de infantaria de Primeira (homens de 20 a 35 anos) e Segunda classe (homens de 35 a 50 anos), 18 batalhões de Terceira classe (homens com mais de 50 anos), 18 esquadrões de cavalaria, 44 baterias com cerca de 210 canhões (apenas uma bateria de modernos carregadores de minas Krupp), 6 companhias de engenheiros e 6 companhias médicas, totalizando cerca de 130.000 homens, 22.000 cavalos e 6.000 bois. Foi um esforço tremendo para o país de 1.300.000 habitantes. 
Em 1876, o armamento sérvio já estava obsoleto: apenas os soldados de primeira classe estavam totalmente armados com rifles de carregamento pela culatra (na verdade, rifles de carregamento pela boca Peabody modelo 1870 convertidos), e os de segunda classe apenas parcialmente (com o modelo Green 1867), enquanto o restante estava armado com velhos rifles de percussão e até mesmo mosquetes de pederneira (terceira classe).   Durante a guerra, mais de 6.000 rifles Green foram convertidos para ação Peabody: no entanto, em 1877. O exército sérvio ainda tinha cerca de 12.000 rifles verdes em serviço. Após a guerra, todos eles foram convertidos para uma ação Peabody muito melhor. 
Depois de 1880. Os rifles sérvios Peabody foram substituídos principalmente por 100.000 rifles Mauser-Koka de ferrolho mais modernos importados da Alemanha. 
Apenas os milicianos de primeira classe tinham uniformes completos fornecidos pelo Estado: os soldados de segunda e terceira classes usavam suas próprias roupas civis. 

## Conflitos
| Conflito                            | Combatente 1         | Combatente 2    | Resultado |
| ----------------------------------- | -------------------- | --------------- | --------- |
| Guerras Sérvio-Otomanas (1876–1878) | Principado da Sérvia | Império Otomano | Vitória   |